# Alimak Hek
Alimak är en svensk tillverkare av kuggstångsdrivna hissar för byggindustri och övrig industri med cirka 300 anställda. Företaget, som är baserat i Skellefteå, grundades av Alvar Lindmark 1948 och tillhör Alimak Group som är noterat sedan 2015 på Stockholmsbörsen. Alimak har levererat över 30 000 produkter till cirka 75 länder världen över. Företaget ingår i Alimak Group med huvudkontor i Stockholm. Koncernen har omkring 2 400 anställda. 

## Historia
Den 15 mars 1948 startade Lindmark eget, Ingenjörsfirman Alvar N. Lindmark Aktiebolag som 1954 bytte namn till Alimak, efter ett förslag från företagets växeltelefonist, som var trött på att svara på telefonsamtal med det längre företagsnamnet.
Påverkad av berättelsen om Jakobs stege i Gamla testamentet inriktade han sig på lyftanordningar. Första hisskonstruktionen stod klar 1951. Med tiden blev Alimak världsledande på kuggstångsdrivna hisskonstruktioner, framför allt lyftar som används vid byggen, men också vid gruvor och andra arbetsplatser. Ett genombrott kom 1962 då företaget lanserade en bygghiss där hisskorgen klättrar längs en kuggstångsförsedd mast. Hissen bär på sitt eget maskineri och masten byggs på successivt från korgtaket.
1966 drog sig Lindmark tillbaka från chefsposten vid Alimak efter strider med bankerna. Alimak slogs samman 1968 med AB Lindénkranar till Linden Alimak. 1983 avyttrades krandelen till spanska Comansa. Lindénkranen säljs fortfarande under det internationaliserade namnet Linden. 
Bland företagets installationer märks en permanent hiss för nödsituationer och service i Frihetsgudinnan i New York. Den högsta installationen var den 645 meter höga Konstantynows radiomast i Warszawa i Polen och den högst belägna finns på Jungfraujoch i Schweiz, 3571 meter över havet. Flera av världens högsta byggnader som Petronas Towers i Malaysia och Taipei 101 i Taiwan har använt hissar från Alimak Hek vid byggandet.
Den 11 december 2023 inträffade en allvarlig olycka med en av företagets hissar. Vid ett husbygge i Sundbyberg rasade en hisskorg med fem arbetare till marken från en höjd av cirka 20 meter, samtliga fem omkom. 

## Historik i urval
- 1956 – Den första kuggstångsdrivna klätterplattformen lanseras: ”Jakobs stege”
- 1960 – Första dotterbolaget i USA
- 1962 – Den första kuggstångsdrivna bygghissen lanseras
- 1968 – Alimak Verken och Lindénskranar slås ihop
- 1968–1983 – Krantillverkning under märket Linden-Alimak
- 1983 – Kranverksamheten säljs
- 2001 – Samgående mellan Alimak och Hek
- 2006 – Champion Elevators i USA köps
- 2006 – Alimak Hek startar lokal tillverkning i Kina
- 2015 – Alimak Group noteras på Stockholmsbörsen

## Produktionsanläggningar
- Alimak Group Sweden AB, Skellefteå – bygghissar och industrihissar
- Alimak Hek Vertical Access Ltd, Changshu – bygghissar, plattformar och industrihissar